# Гаплогруппа J-PF4610
Гаплогруппа J-PF4610 или J2a1 (Y-ДНК) — гаплогруппа Y-хромосомы человека.

## Субклады
- J-PF4610
  - J-L26
    - J-PF5087
    -  J-Z6064

  - J-Z6046
    - J-Y12603
    -  J-Z6050

## Палеогенетика

### Мезолит
Триалетская мезолитическая культура
- KK1 | Kotias __ Kotias Klde (Layer A2) __ Чиатурский муниципалитет, Имеретия, Грузия __ 7940-7599 BCE (8723±35 BP) __ М __ J > J-Y12379 # H13c.[1]

### Неолит
Анатолийский неолит
- I0708 | BAR6 / L11-439 __ Barcın Höyük __ Енишехир (Бурса), Мраморноморский регион, Турция __ 6224-6074 calBCE (7285±30 BP, PSUAMS-2103) __ М __ J2a (M410, L559, L212) > J-FGC61612* # N1b1a.[2][3]

Линейно-ленточная керамика
- I5068 | Grave 40 __ Kleinhadersdorf Flur Marchleiten __ Пойсдорф, Мистельбах (округ), Нижняя Австрия, Австрия __ 5500-4775 BCE (7088 BP) __ М __ J2 (L228) # T2b23.
- I5207 | Ind. 22 __ Asparn/Schletz __ Аспарн-ан-дер-Цайя, Мистельбах (округ), Нижняя Австрия, Австрия __ 5500-4500 BCE (6950 BP) __ М __ J2a (L152) # H67.

### Халколит
Древний Ближний Восток
- IKI024 | SK 635 __ İkiztepe __ Бафра, Самсун (ил), Турция __ 3959-3797 calBCE (5080±27 BP, MAMS-40678) __ М __ J2a1 (PF4610) # U1b1.[4]

### Средние века
Вестготское королевство
- I3584 | Tumba XIX __ Necrópolis de las Delicias __ Алама-де-Гранада, Гранада (провинция), Андалусия, Испания __ 400–700 CE __ М __ J > J2a1* # H.[5]

## Публикации
2015
- Jones ER, Gonzalez-Fortes G, Connell S; et al. (Ноябрь 2015). Upper Palaeolithic genomes reveal deep roots of modern Eurasians. Nature Communications. 6. doi:10.1038/ncomms9912. PMC 4660371. PMID 26567969. {{cite journal}}: Явное указание et al. в: |author= (справка)Википедия:Обслуживание CS1 (множественные имена: authors list) (ссылка)
- Mathieson I, Lazaridis I, Rohland N; et al. (Декабрь 2015). Genome-wide patterns of selection in 230 ancient Eurasians. Nature. 528 (7583): 499–503. doi:10.1038/nature16152. PMC 4918750. PMID 26595274. {{cite journal}}: Явное указание et al. в: |author= (справка)Википедия:Обслуживание CS1 (множественные имена: authors list) (ссылка)

2018
- Mathieson I, Alpaslan-Roodenberg S, Posth C; et al. (Март 2018). The genomic history of southeastern Europe. Nature. 555 (7695): 197–203. doi:10.1038/nature25778. PMC 6091220. PMID 29466330. {{cite journal}}: Явное указание et al. в: |author= (справка)Википедия:Обслуживание CS1 (множественные имена: authors list) (ссылка)

2019
- Olalde I, Mallick S, Patterson N; et al. (Март 2019). The genomic history of the Iberian Peninsula over the past 8000 years. Science. 363 (6432): 1230–1234. doi:10.1126/science.aav4040. PMC 6436108. PMID 30872528. {{cite journal}}: Явное указание et al. в: |author= (справка)Википедия:Обслуживание CS1 (множественные имена: authors list) (ссылка)

2020
- Skourtanioti E, Erdal YS, Frangipane M; et al. (Май 2020). Genomic History of Neolithic to Bronze Age Anatolia, Northern Levant, and Southern Caucasus. Cell. 181 (5): 1158-1175.e28. doi:10.1016/j.cell.2020.04.044. PMID 32470401. {{cite journal}}: Явное указание et al. в: |author= (справка)Википедия:Обслуживание CS1 (множественные имена: authors list) (ссылка)